# Lars Peterson (författare)
Lars Roland Peterson, född den 30 september 1944, är en svensk författare. 

## Biografi
Peterson började sin yrkesbana som lärare i bildanalys på Teckningslärarinstitutet, och blev under tidigt 1970-tal teckningslärare i Jakobsberg utanför Stockholm.
1974 gav han ut boken "Seriernas värld" där han granskade seriernas sociala och politiska innehåll, med ett särskilt kapitel om Kalle Anka. I boken intervjuas farbror Joakim och låter avsnitt ur serierna ge svaren. Till exempel ställs frågan "Hur har han blivit rik?", som besvaras med att Joakim tagit vara på tillfällena, till exempel genom att "den enkla bergsbefolkningen känner inte till dessa skatters verkliga värde! Vi kan köpa upp dem för en spottstyver!". Peterson konstaterar att seriernas värderingar är konservativa eller rent reaktionära, med barnuppfostran med stryk och skamvrå, omänsklig attityd till brottslingar och fruktansvärda könsroller.
Peterson konstaterade att serieformen har kommit för att stanna, men efterlyser bland annat ett statligt institut med uppgift att stödja svenska serier, till exempel genom kvalitetspremier och stipendier samt importtull på utländska serier.
1978 gav Peterson ut boken "Snöret" (1978) som handlar om en tonårig kille som kallas Snöret, och beskriver ungdoms- och populärkulturen i 1970-talets Sverige som den upplevdes i Stockholm och dess förorter. Boken skildrar tidstypiska ungdomsföreteelser såsom pop och rockmusik, ungdomsgäng, mellanöl, droger, fester, skoltrötthet, invandring, grupptryck, kriminalitet, förortsliv med mera. Man kan skönja ett visst politiskt skimmer i författarens beskrivningar av 1970-talets svenska samhälle och storstad. Han tar bland annat upp USA:s och kapitalismens påverkan och inflytande över människors vardag.
I boken "Kulturkraft i facket: en debattbok om LOs kultursyn" (1991) beskriver Peterson den kommersiella kulturen, den borgerliga finkulturen och dess motkraft i den fackliga och folkliga kulturen. Han framhåller att arbetarrörelsens kulturpolitik måste ha till uppgift att ge människor möjlighet att yttra sig, så att det inte bara är en mindre elit av experter som lyckas göra sin röst hörd.